# Morten Thrane Brünnich

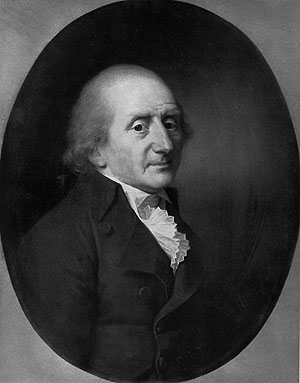
Morten Thrane Brünnich; Gemälde von Jens Juel im Jahre 1799

Morten Thrane Brünnich (* 30. September 1737 in Kopenhagen; † 19. September 1827 ebenda) war ein dänischer Zoologe und Mineraloge.

## Leben und Wirken
Brünnich wurde in Kopenhagen als Sohn eines Malers geboren. Er studierte orientalische Sprachen und Theologie, doch schon bald begann er, sich für Naturgeschichte zu interessieren. Zu Erik Ludvigsen Pontoppidans Werk Den Danske Atlas eller Konge-Riget Dannemark (1763–81) trug er seine Beobachtungen über Insekten bei. Als er die Betreuung der Kollektion des Richters Christian Fleischer übernahm, begann er, sich sehr für Ornithologie zu interessieren, und 1764 brachte er das Werk Ornithologia borealis heraus, welches skandinavischen Vögel beinhaltete, die hierin zum ersten Mal beschrieben wurden.
Brünnich gab 1764 die Entomologia heraus. Dann unternahm er eine lange Seereise um Europa ins Mittelmeer, auf der er die Fische studierte, die er folglich in seinem Werk Ichthyologia Massiliensis 1768 erwähnte.
Nach seiner Rückkehr übernahm er 1769 eine Professur für Naturgeschichte und Ökonomie an der Universität Kopenhagen. Hier gründete er ein Museum für Naturgeschichte und schrieb ein Buch für seine Studenten: Zoologiae fundamenta praelectionibus academicis accommodata. 1769 wurde er auch Mitglied der Königlich Dänischen Akademie der Wissenschaften.

## Schriften
- Prodromus insectologiæ Siælandicæ. Kopenhagen 1761.
- Die natürliche Historie des Eider-Vogels. Kopenhagen 1763.
- Eder-Fuglens Beskrivelse. Kopenhagen 1763.
- Tillæg til Eder-Fuglens Beskrivelse. Kopenhagen 1763.
- Entomologia. Godiche, Kopenhagen 1764.
- Ornithologia borealis. Kall & Godiche, Kopenhagen 1764.
- Ichthyologia Massiliensis. Roth & Proft, Kopenhagen, Leipzig 1768.
- Appendix to Cronstedt’s Mineralogy. London 1772.
- Zoologiæ fundamenta praelectionibus academicis accommodata. Pelt, Kopenhagen 1771/72.
- Mineralogie. Simmelkiær & Logan, Kopenhagen, St. Petersburg 1777–81.
- Dyrenes Historie og Dyre-Samlingen ud Universitetes Natur-Theater. Kopenhagen, 1782.
- Literatura Danica scientiarum naturalium. Kopenhagen, Leipzig 1783.
- Catalogus bibliothecæ historiæ naturalis. Kopenhagen 1793.
- Historiske Efterretninger om Norges Biergverker. Kopenhagen 1819.
- Kongsberg Sölvbergwerk i Norge. Kopenhagen 1826.